# Zonnebloemster
De Zonnebloemster (Pycnopodia helianthoides) is een zeester die voorkomt aan de westkust van Noord-Amerika.
De volwassen zeester heeft 16 tot 24 armen (jonge dieren beginnen met vijf). De zeester kan zich vrij snel voortbewegen, tot een meter per minuut. De doorsnede bedraag normaal gezien zo'n 65 cm, maar sommige exemplaren groeien uit tot 1 meter. De kleur kan variëren van geel via oranje en rood tot bruin en soms zelfs paars.
Het dier voedt zich met allerlei organismen, en kan door te verschijnen flinke vluchtreacties teweegbrengen. De habitat bestaat uit zand- of steenbodems. De zeester is slecht bestand tegen droogvallen en leeft daarom onder de getijdenzone.
De zonnebloemster kan zich zowel geslachtelijk als ongeslachtelijk voortplanten.